# Andreas Bock (Handballspieler)
Andreas Bock (* 19. August 1968) ist ein ehemaliger deutscher Handballspieler und -trainer.

## Karriere
Der 1,91 m große Kreisläufer, der auch als Linksaußen eingesetzt wurde, lernte das Handballspielen in Bernburg (Saale). Nachdem er zum SC Magdeburg gewechselt war, bestritt er zehn Länderspiele für die Junioren-Auswahl der DDR. Nach dem Fall der Berliner Mauer schloss er sich zunächst dem Regionalligisten Spvg Versmold und ein Jahr später dem Zweitligisten 1. SC Göttingen 05 an. 1993 verpflichtete ihn Klassenkonkurrent TSV GWD Minden. Mit dem Verein stieg er 1995 in die Bundesliga auf und erreichte 2000 das Final-Four-Turnier um den DHB-Pokal. Mit dem TuS Spenge schaffte er 2001 den Aufstieg in die 2. Bundesliga. Nach einem einjährigen Engagement bei Eintracht Hildesheim kehrte er nach Spenge zurück und fungierte als spielender Co-Trainer. Zur Saison 2006/07 wechselte Bock als Spielertrainer zum HCE Bad Oeynhausen in die Oberliga. Nach einem halben Jahr trat er allerdings zurück und heuerte erneut in Spenge an. Zum Abschluss seiner Karriere spielte er noch für den Landesligisten SG Bünde-Dünne.

## Erfolge
- Aufstieg in die Bundesliga (1): 1995
- Aufstieg in die 2. Bundesliga (1): 2001